# اچ‌ام‌اس کانتست (۱۸۹۴)
اچ‌ام‌اس کانتست (۱۸۹۴) (به انگلیسی: HMS Contest (1894)) یک کشتی بود که طول آن ۲۱۰ فوت (۶۴ متر) بود. این کشتی در سال ۱۸۹۴ ساخته شد.